# Orihove, Kaharlîk
Orihove (în ucraineană Оріхове) este un sat în comuna Demivșciîna din raionul Kaharlîk, regiunea Kiev, Ucraina.

## Demografie
Componența lingvistică a localității Orihove
     Ucraineană (95,92%)
     Rusă (4,08%)
Conform recensământului din 2001, majoritatea populației localității Orihove era vorbitoare de ucraineană (95,92%), existând în minoritate și vorbitori de rusă (4,08%).